# Fonction de Legendre
En mathématiques, les fonctions de Legendre, notées Pλ (première espèce) et Qλ (seconde espèce), ainsi que les fonctions associées de Legendre correspondantes, notées Pμ
λ et Qμ
λ, sont des généralisations des polynômes de Legendre {\displaystyle P_{\ell }(x)} et des polynômes associés de Legendre {\displaystyle P_{\ell }^{m}(x)},  à des valeurs non entières de {\displaystyle \ell } et m. 

## Définition
Les fonctions associées de Legendre sont les solutions de l’équation générale de Legendre:
{\displaystyle (1-x^{2})\,y''-2xy'+\left[\lambda (\lambda +1)-{\frac {\mu ^{2}}{1-x^{2}}}\right]\,y=0,\,}
où λ et μ sont en général des nombres complexes appelés respectivement le degré et l’ordre de la fonction associée de Legendre. Le cas des fonctions de Legendre correspond à μ = 0 ; si par surcroît λ est un entier positif, ces fonctions se réduisent aux polynômes orthogonaux de Legendre.
Les polynômes associés de Legendre correspondent, eux, au cas où λ et μ sont des entiers (positifs pour λ).

## Expressions
La fonction associée de Legendre de première espèce Pμ
λ s'exprime en fonction de la fonction hypergéométrique {\displaystyle _{2}F_{1}}:
{\displaystyle P_{\lambda }^{\mu }(z)={\frac {1}{\Gamma (1-\mu )}}\left[{\frac {1+z}{1-z}}\right]^{\mu /2}\,_{2}F_{1}\left(-\lambda ,\lambda +1;1-\mu ;{\frac {1-z}{2}}\right),\qquad {\text{pour }}\ |1-z|<2}
où {\displaystyle \Gamma } est la fonction gamma.
L'équation générale de Legendre étant du second ordre, elle admet une autre solution, dite de seconde espèce, notée {\displaystyle Q_{\lambda }^{\mu }(z)}, et définie par :
{\displaystyle Q_{\lambda }^{\mu }(z)={\frac {{\sqrt {\pi }}\ \Gamma (\lambda +\mu +1)}{2^{\lambda +1}\Gamma (\lambda +3/2)}}{\frac {\mathrm {e} ^{\mathrm {i} \mu \pi }(z^{2}-1)^{\mu /2}}{z^{\lambda +\mu +1}}}\,_{2}F_{1}\left({\frac {\lambda +\mu +1}{2}},{\frac {\lambda +\mu +2}{2}};\lambda +{\frac {3}{2}};{\frac {1}{z^{2}}}\right),\qquad {\text{pour}}\ \ |z|>1.}

## Représentations intégrales
Les fonctions de Legendre peuvent s'exprimer sous forme d'intégrales de contour. Ainsi on a :
{\displaystyle P_{\lambda }(z)={\frac {1}{2\mathrm {i} \pi }}\int _{1,z}{\frac {(t^{2}-1)^{\lambda }}{2^{\lambda }(t-z)^{\lambda +1}}}\mathrm {d} t,}
où le contour est défini comme celui allant des points 1 à z des parties réelles croissantes, sans entourer le point –1.
Pour x réel, cette représentation devient :
{\displaystyle P_{s}(x)={\frac {1}{2\pi }}\int _{-\pi }^{\pi }\left(x+{\sqrt {x^{2}-1}}\cos \theta \right)^{s}\mathrm {d} \theta ={\frac {1}{\pi }}\int _{0}^{1}\left(x+{\sqrt {x^{2}-1}}(2t-1)\right)^{s}{\frac {\mathrm {d} t}{\sqrt {t(1-t)}}},\qquad s\in \mathbb {C} .}